# Ben Cooper
Pour les articles homonymes, voir Cooper.
Ben Cooper est un acteur américain né le 30 septembre 1933 à Hartford (Connecticut, États-Unis) et mort le 24 février 2020 à Memphis (Tennessee).

## Biographie

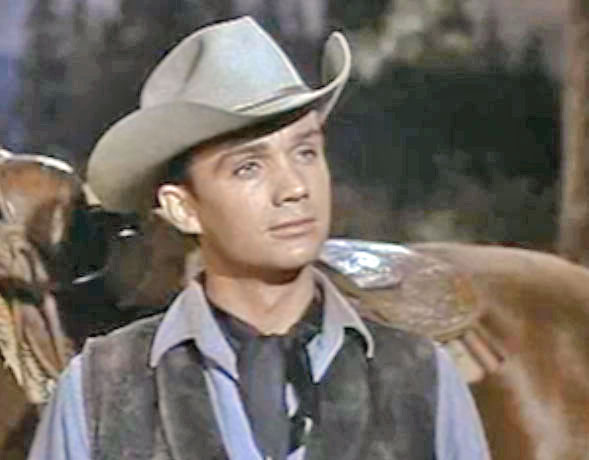
Ben Cooper dans un épisode de Bonanza (1960).

## Filmographie

### Au cinéma
- 1950 : La Rue de la mort (Side Street) : Young man at cleaners
- 1952 : Les Diables de l'Oklahoma (Thunderbirds), de John H. Auer : Calvin Jones
- 1953 : La Femme qui faillit être lynchée (Woman They Almost Lynched) : Jesse James 'Dingus'
- 1953 : A Perilous Journey (en) de R. G. Springsteen : Sam
- 1953 : Héros sans gloire (Flight Nurse) : Pfc. Marvin Judd
- 1953 : La Mer des bateaux perdus (Sea of Lost Ships) de Joseph Kane : membre d'équipage du 3e avion
- 1954 : Johnny Guitare (Johnny Guitar) de Nicholas Ray : Turkey Ralston
- 1954 : Les Proscrits du Colorado (The Outcast) : The Kid
- 1954 : Hell's Outpost (en) : Alec Bacchione
- 1955 : Pavillon de combat (The Eternal Sea) : Seaman P.J. 'Zuggy' Zugbaum
- 1955 : Quand le clairon sonnera (The Last Command) : Jeb Lacey
- 1955 : Headline Hunters : David Flynn
- 1955 : La Rose tatouée (The Rose Tattoo) : Seaman Jack Hunter
- 1955 : The Fighting Chance (en) : Mike Gargan
- 1956 : Rebel in Town (en) : Gray Mason
- 1956 : A Strange Adventure (en) : Harold Norton
- 1957 : The Time of Your Life : Johnny Shattuck
- 1957 : Outlaw's Son : Jeff Blaine
- 1960 : Chartroose Caboose (en) : Dub Dawson
- 1963 : Duel au Colorado (Gunfight at Comanche Creek) : Bill 'Kid' Carter
- 1963 : Les Téméraires (en) (The Raiders) de Herschel Daugherty  : Tom King
- 1965 : Représailles en Arizona (Arizona Raiders) : Willie Martin
- 1966 : Waco (en) : Scotty Moore
- 1967 : Fort Bastion ne répond plus (Red Tomahawk) de R. G. Springsteen : Lt. Drake
- 1967 : The Fastest Guitar Alive : Deputy Rink
- 1971 : Le Dernier Train pour Frisco (One More Train to Rob) : First Deputy
- 1971 : Tueur malgré lui (Support Your Local Gunfighter) : Colorado Magee
- 1975 : The Sky's the Limit (en) : Hank
- 1987 : The Story of Book One (vidéo)
- 1994 : Jack l'Éclair (Lightning Jack), de Simon Wincer

### À la télévision
- 1960 - 1961 : Bonanza
- 1965 : Combat !
- 1970 : Le Virginien (TV) saison 9 épisode 04  (With love, bullets and valentines) : Jason
- 1996 : Joan Crawford: Always the Star (TV)